# Mallorca Live Festival
El Mallorca Live Festival és un festival de música d'esperit eclèctic que se celebra el mes de maig en el municipi mallorquí de Calvià. Després d'una primera edició al recinte Són Fusteret de Palma, el festival es va traslladar a la seva actual ubicació: l'antic Aquapark de Calvià.
L'última edició del Mallorca Live Festival es va celebrar els dies 10 i 11 de maig de 2019 i va comptar amb Jamiroquai com a cap de cartell en la seva única actuació a Espanya en 2019, Two Door Cinema Club, The Vaccines, Laurent Garnier, Vetusta Morla i Amaia entre d'altres. En la seva anterior edició, celebrada els dies 11 i 12 de maig de 2018, el festival va generar un impacte econòmic de 3,6 milions d'euros i es preveu que en l'edició de 2019 sigui de 5 milions.

## Activitats paral·leles
El Mallorca Live Festival és conegut per tenir una gran activitat al marge dels seus dies de concerts:
- Mallorca Live Talent: concurs per promoure el talent musical de Mallorca. En la seva última edició va celebrar tres semifinals i una final on el guanyador va actuar al festival[6]
- MLF PRO: jornades professionals musicals que se celebren els dies abans del festival[7]
- Gymkana: competició per equips en un recorregut per la Mallorca musical[8]
- Art Urbà: mostra de murals d'art urbà a la Universitat de les Illes Balears[9]
- Fiestes de Presentació: concerts i festes de presentació del festival a Londres,[10] Madrid o Barcelona[11]
- Off Mallorca Live Festival: concerts gratuïts a la platja, sessions de DJ i propostes gastronòmiques especials durant els dos dies del cap de setmana del festival a Magaluf[12]
- Documental Life: documental gravat durant el Mallorca Live Festival 2018 amb entrevistes a Bobby Gillespie de Primal Scream i Guille Milkyway de la Casa Azul entre d'altres[13]

## Edicions
- 2016: 10.000 assistents.[14] Artistes: Skye & Ross from Morcheeba, Booka Shade, Bebe, Delorean, Canteca de Macao, Cápsula, Fyahbwoy & Forward Ever Band, La Gran Orquesta Republicana, The Wheels, Stellites, Dinamo, entre d'altres.[15]
- 2017: 17.000 assistents.[16] Artistes: Placebo, The Charlatans, Amaral, Lori Meyers, Mala Rodríguez, C. Tangana, Chambao, Maga, Eskorzo, Sexy Cebras, Morodo, Club del Rio, The Prussians, Ice Crime, Escorpio, Rumba Katxai, entre d'altres.[17]
- 2018: 27.000 assistents.[18] Artistes: The Prodigy, Primal Scream, Izal, !!! (Chk Chk Chk), Solomun, Nina Kraviz, Vitalic, Kase.O, Black Lips, Henrik Schwarz, La Casa Azul, Muchachito, Macaco, El Columpio Asesino, Polock, La Raíz, Bad Gyal, L.A., Sexy Sadie, Oso Leone, entre d'altres.[19]
- 2019: 33.500 assistents.[20] Artistes: Jamiroquai, Two Door Cinema Club, The Vaccines, Laurent Garnier, Vetusta Morla, Amaia, Dixon, Fuel Fandango, Viva Suecia, La M.O.D.A., Novedades Carminha, Dellafuente, Ayax y Prok, Maya Jane Coles, Mathew Jonson, Dengue Dengue Dengue, Second, Ramon Mirabet, Baiuca, entre d'altres.[21]